# Strijkkwartet (Halvorsen)
Johan Halvorsen componeerde zijn enige Strijkkwartet rond 1891. Halvorsen speelde als violist talloze strijkkwartetten, waaronder die van Ludwig van Beethoven en Jean Sibelius. Begin jaren ’90 van de 19e eeuw vond hij het kennelijk tijd zelf een dergelijk werk te schrijven. Hij voerde zijn strijkkwartet zelf uit en wel op 8 februari 1892 in Helsinki. Voorts stond ook Huldrelok van hem op het programma. Een maand later volgde opnieuw een uitvoering. Daarna verdween het werk voor lange tijd, Halvorsen was er niet tevreden over en trok het terug. Echter in 1899 kwam het derde deel Andante tevoorschijn; het werd toen uitgevoerd in Oslo. Daarna vonden nog enige uitvoeringen plaats, maar vervolgens verdween ook dat deel voorgoed in de laden.
Van de delen 1, 2 en 4 is niets bewaard gebleven; deel 3 is nog gereconstrueerd in 2011 door Birgitte Stærnes, maar ook dat zette geen zoden aan de dijk. 